# Quarta coniugazione latina
La quarta coniugazione verbale della lingua latina presenta come vocale caratteristica la -i-. 
Un verbo regolare della quarta coniugazione che potrebbe essere preso ad esempio è audio, -is, -ivi, -itum, -ire ("sentire").

## Formazione del perfetto
1. Il tipo più comune è il perfetto in -vi (ossia, -vi viene aggiunto al tema del presente);
2. Sono invece rari altri tipi di perfetto quali sigmatico (suffisso -si), apofonico, a raddoppiamento o senza caratterizzazione.

## Attivo

### Tempi derivati dal tema del presente
| Indicativo presente | Singolare | Plurale    |
| ------------------- | --------- | ---------- |
| 1ª persona          | aud-i-o   | aud-i-mus  |
| 2ª persona          | aud-i-s   | aud-i-tis  |
| 3ª persona          | aud-i-t   | aud-i-u-nt |

| Indicativo imperfetto | Singolare   | Plurale       |
| --------------------- | ----------- | ------------- |
| 1ª persona            | aud-ie-ba-m | aud-ie-ba-mus |
| 2ª persona            | aud-ie-ba-s | aud-ie-ba-tis |
| 3ª persona            | aud-ie-ba-t | aud-ie-ba-nt  |

| Indicativo futuro semplice | Singolare | Plurale     |
| -------------------------- | --------- | ----------- |
| 1ª persona                 | aud-i-a-m | aud-i-e-mus |
| 2ª persona                 | aud-i-e-s | aud-i-e-tis |
| 3ª persona                 | aud-i-e-t | aud-i-e-nt  |

| Congiuntivo presente | Singolare | Plurale     |
| -------------------- | --------- | ----------- |
| 1ª persona           | aud-i-a-m | aud-i-a-mus |
| 2ª persona           | aud-i-a-s | aud-i-a-tis |
| 3ª persona           | aud-i-a-t | aud-i-a-nt  |

| Congiuntivo imperfetto | Singolare | Plurale     |
| ---------------------- | --------- | ----------- |
| 1ª persona             | aud-ire-m | aud-ire-mus |
| 2ª persona             | aud-ire-s | aud-ire-tis |
| 3ª persona             | aud-ire-t | aud-ire-nt  |

| Imperativo presente | Singolare | Plurale  |
| ------------------- | --------- | -------- |
| 2ª persona          | aud-i     | aud-i-te |

| Imperativo futuro | Singolare | Plurale     |
| ----------------- | --------- | ----------- |
| 2ª persona        | aud-i-to  | aud-i-tote  |
| 3ª persona        | aud-i-to  | aud-i-u-nto |

| Infinito presente | aud-i-re |

| Participio presente | aud-i-e-ns |

| Gerundio | aud-ie-nd-i (genitivo) | aud-ie-nd-o (dativo) | aud-ie-nd-um (accusativo) | aud-ie-nd-o (ablativo) |

### Tempi derivati dal tema del perfetto
| Indicativo perfetto | Singolare  | Plurale     |
| ------------------- | ---------- | ----------- |
| 1ª persona          | audiv-i    | audiv-imus  |
| 2ª persona          | audiv-isti | audiv-istis |
| 3ª persona          | audiv-it   | audiv-erunt |

| Indicativo piuccheperfetto | Singolare   | Plurale       |
| -------------------------- | ----------- | ------------- |
| 1ª persona                 | audiv-era-m | audiv-era-mus |
| 2ª persona                 | audiv-era-s | audiv-era-tis |
| 3ª persona                 | audiv-era-t | audiv-era-nt  |

| Indicativo futuro anteriore | Singolare   | Plurale       |
| --------------------------- | ----------- | ------------- |
| 1ª persona                  | audiv-er-o  | audiv-eri-mus |
| 2ª persona                  | audiv-eri-s | audiv-eri-tis |
| 3ª persona                  | audiv-eri-t | audiv-eri-nt  |

| Congiuntivo perfetto | Singolare   | Plurale       |
| -------------------- | ----------- | ------------- |
| 1ª persona           | audiv-eri-m | audiv-eri-mus |
| 2ª persona           | audiv-eri-s | audiv-eri-tis |
| 3ª persona           | audiv-eri-t | audiv-eri-nt  |

| Congiuntivo piuccheperfetto | Singolare    | Plurale        |
| --------------------------- | ------------ | -------------- |
| 1ª persona                  | audiv-isse-m | audiv-isse-mus |
| 2ª persona                  | audiv-isse-s | audiv-isse-tis |
| 3ª persona                  | audiv-isse-t | audiv-isse-nt  |

| Infinito perfetto | audiv-isse |

### Tempi derivati dal tema del supino
| Supino | audit-um |

| Infinito futuro | audit-urum esse (declinabile) |

| Participio futuro | audit-urus (declinabile) |

## Passivo

### Tempi derivati dal tema del presente
| Indicativo presente | Singolare | Plurale     |
| ------------------- | --------- | ----------- |
| 1ª persona          | aud-i-or  | aud-i-mur   |
| 2ª persona          | aud-i-ris | aud-i-mini  |
| 3ª persona          | aud-i-tur | aud-i-untur |

| Indicativo imperfetto | Singolare     | Plurale        |
| --------------------- | ------------- | -------------- |
| 1ª persona            | aud-ie-ba-r   | aud-ie-ba-mur  |
| 2ª persona            | aud-ie-ba-ris | aud-ie-ba-mini |
| 3ª persona            | aud-ie-ba-tur | aud-ie-ba-ntur |

| Indicativo futuro semplice | Singolare  | Plurale     |
| -------------------------- | ---------- | ----------- |
| 1ª persona                 | aud-i-ar   | aud-ie-mur  |
| 2ª persona                 | aud-ie-ris | aud-ie-mini |
| 3ª persona                 | aud-ie-tur | aud-ie-ntur |

| Congiuntivo presente | Singolare   | Plurale      |
| -------------------- | ----------- | ------------ |
| 1ª persona           | aud-i-a-r   | aud-i-a-mur  |
| 2ª persona           | aud-i-a-ris | aud-i-a-mini |
| 3ª persona           | aud-i-a-tur | aud-i-a-ntur |

| Congiuntivo imperfetto | Singolare   | Plurale      |
| ---------------------- | ----------- | ------------ |
| 1ª persona             | aud-ire-r   | aud-ire-mur  |
| 2ª persona             | aud-ire-ris | aud-ire-mini |
| 3ª persona             | aud-ire-tur | aud-ire-ntur |

| Imperativo presente | Singolare | Plurale    |
| ------------------- | --------- | ---------- |
| 2ª persona          | aud-ire   | aud-i-mini |

| Imperativo futuro | Singolare | Plurale     |
| ----------------- | --------- | ----------- |
| 2ª persona        | aud-i-tor | aud-i-mino  |
| 3ª persona        | aud-i-tor | aud-i-untor |

| Infinito presente | aud-i-r-i |

| Participio perfetto | audit-us (declinabile) |

| Gerundivo | aud-ie-nd-us (declinabile) |

### Tempi derivati dal tema del supino
| Indicativo perfetto | Singolare    | Plurale       |
| ------------------- | ------------ | ------------- |
| 1ª persona          | audit-us sum | audit-i sumus |
| 2ª persona          | audit-us es  | audit-i estis |
| 3ª persona          | audit-us est | audit-i sunt  |

| Indicativo piuccheperfetto | Singolare     | Plurale        |
| -------------------------- | ------------- | -------------- |
| 1ª persona                 | audit-us eram | audit-i eramus |
| 2ª persona                 | audit-us eras | audit-i eratis |
| 3ª persona                 | audit-us erat | audit-i erant  |

| Indicativo futuro anteriore | Singolare     | Plurale        |
| --------------------------- | ------------- | -------------- |
| 1ª persona                  | audit-us ero  | audit-i erimus |
| 2ª persona                  | audit-us eris | audit-i eritis |
| 3ª persona                  | audit-us erit | audit-i erunt  |

| Congiuntivo perfetto | Singolare    | Plurale       |
| -------------------- | ------------ | ------------- |
| 1ª persona           | audit-us sim | audit-i simus |
| 2ª persona           | audit-us sis | audit-i sitis |
| 3ª persona           | audit-us sit | audit-i sint  |

| Congiuntivo piuccheperfetto | Singolare      | Plurale         |
| --------------------------- | -------------- | --------------- |
| 1ª persona                  | audit-us essem | audit-i essemus |
| 2ª persona                  | audit-us esses | audit-i essetis |
| 3ª persona                  | audit-us esset | audit-i essent  |

| Infinito perfetto | audit-um esse |

| Infinito perfetto | audit-um iri |

| Supino | audit-u |